# Salween

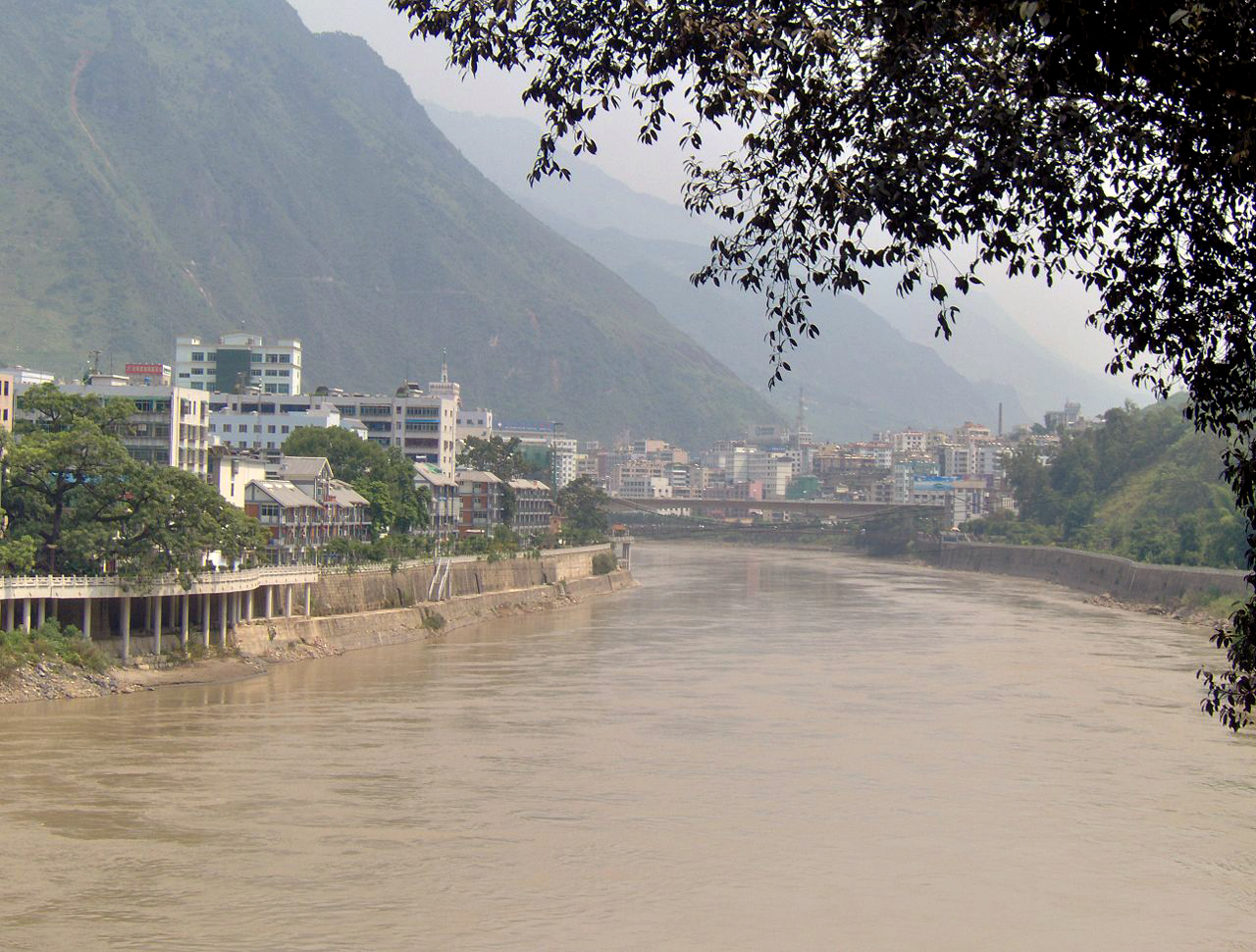
De Salween bij Liuku (China)

De Salween (Birmaans: သံလွင်မြစ်, Thanlwin; Mon: သာန်လာန်, san lon; Chinees: 怒江, pinyin: nùjiāng; Tibetaans: རྒྱལ་མོ་རྔུལ་ཆུ།, Wylie: rGyl mo rNGul chu; Thais: แม่น้ำสาละวิน, Mae Nam Salawin) is een rivier in het oosten van Azië, die vanaf het Tibetaans Plateau door de Chinese provincie Yunnan en het oosten van Myanmar (Birma) stroomt. Ze vormt over enige afstand de grens van het laatste land met Thailand, alvorens uit te monden in de Andamanse Zee. De Salween is 2815 kilometer lang en heeft een verval van 5450 meter.
Alleen een klein deel bij de monding van de rivier is bevaarbaar. De bovenloop in Tibet en Yunnan, waar de rivier door de Hengduan Shan stroomt, wordt gekenmerkt door diepe kloofdalen. De rivier is tevens de langste rivier op het vasteland van Zuidoost-Azië zonder dammen. Zowel China als Myanmar hebben plannen om dammen aan te leggen.

## Kenmerken
De Salween wordt in haar bovenloop gevoed door de gletsjers van het Tibetaans Plateau en de Hengduan Shan. In haar benedenloop krijgt ze meer het karakter van een regenrivier: tijdens de moesson (juni tot september) wordt het debiet meer dan verdubbeld.
Het drainagebekken van de Salween heeft een oppervlakte van ongeveer 324.000 km². Typisch is dat dit drainagebekken voor het grootste deel van de lengte van de rivier niet breder is dan een paar tientallen kilometer ten oosten en westen van de rivier, in het gebied van de drie parallelle rivieren. Het drainagebekken grenst in het oosten aan de grotere bekkens van de Mekong en Jangtse.

## Loop
De Salween ontspringt op een hoogte van 5450 meter in het oosten van het Tibetaans Plateau in het Tanggula-gebergte, om eerst in zuidoostelijke richting te stromen. De rivier maakt vervolgens een boog naar het zuiden, waar ze door de Hengduan Shan stroomt. In meer strikte definities van de Hengduan Shan vormt de Salween de westelijke grens van de Hengduan Shan. Ten westen van de Salween ligt hier de Gaoligong Shan. Via een serie diepe kloven daalt de Salween af naar Myanmar. Gedurende een paar honderd kilometer loopt ze parallel met twee andere grote rivieren, de Irrawaddy in het westen en de Mekong in het oosten. De waterscheidingen worden gevormd door de bergketens van respectievelijk de Gaoligong Shan en de Nu Shan. De waterscheiding tussen Salween en Irrawaddy vormt eveneens de staatsgrens tussen China en Myanmar. UNESCO heeft het beschermd gebied van drie parallelle rivieren (Salween, Mekong en Chiang Jiang) in China opgenomen in de werelderfgoedlijst vanwege de vele zeldzame dier- en plantensoorten en unieke ecologie. Er zijn Chinese plannen om hier een serie dammen te bouwen. Heel bijzonder is dat het stroomgebied van de Salween hier (in Fugong) vernauwt tot soms nog geen twintig kilometer breed.
Eenmaal in Myanmar stroomt de rivier door de staten Shan en Kayah, waar de bergen van de Hengduan Shan plaatsmaken voor de lagere Shan Hills. Ze komt dan samen met de zijrivier de Moei, die uit Thailand stroomt. De Salween vormt ongeveer 120 kilometer lang de grens tussen Thailand en Myanmar. Een andere belangrijke zijrivier, de Pai, mondt hier in de Salween uit. Aan de Thaise kant van de grens ligt het naar de rivier genoemde Salawin National Park.
Verder stroomafwaarts loopt de rivier Myanmar weer in, om door de staten Karen en Mon te stromen. Pas 250 km van de monding wordt het dal van de Salween wijder. De rivier wordt hier trager en breder en het rivierdal biedt plek aan landbouw. Het grootste gedeelte van de bevolking van het drainagebekken leeft langs de laatste 200 km. Ongeveer 90 km van de monding wordt de Salween ook voor grotere boten navigeerbaar. Na de samenkomst met de zijrivieren Dontham en Gyaing vormt de Salween bij Mawlamyine een kleine delta.
- Gemeinsame Normdatei: 4607349-8
- National Archives and Records Administration: 10038750
- Bibliotheek van het Japanse parlement: 01146666
- Virtual International Authority File: 247387970
- WorldCat: E39PBJjT33q9v4PrPkCmDbth73